# O Hyok-chol
O Hyok-chol ((오혁철?, 吳赫哲?); 2 agosto 1991) è un calciatore nordcoreano, centrocampista dell'April 25 e della Nazionale nordcoreana.

## Carriera

### Nazionale
Ha esordito in Nazionale nel 2014.